# Osiedle Grunwaldzkie (Ełk)
Osiedle Grunwaldzkie – osiedle Ełku. Jako jedyne osiedle miasta położone jest po zachodniej stronie Jeziora Ełckiego. Od południa graniczy z Bocianim Gniazdem, osiedlem Chruściel.

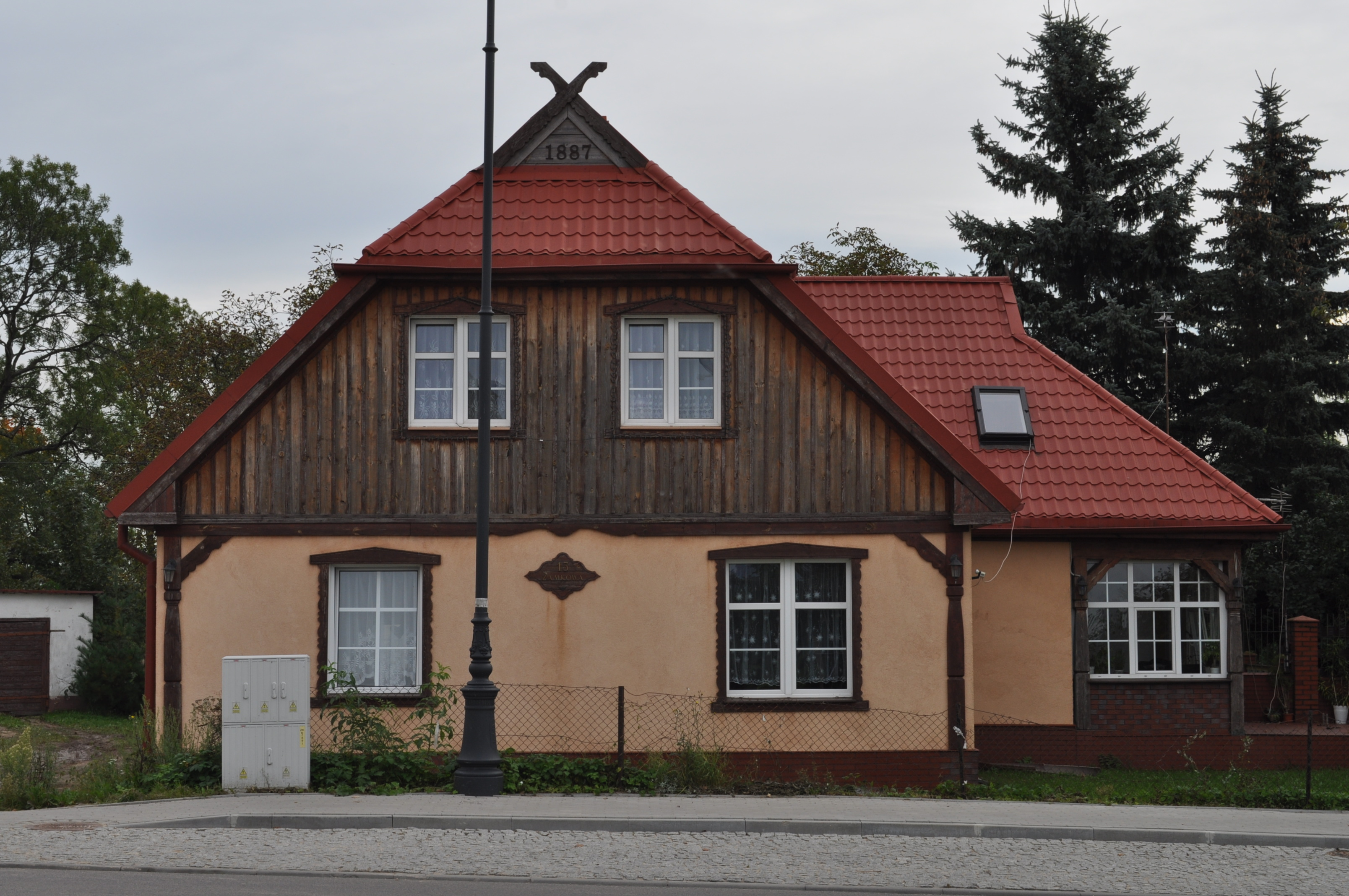
Zabytkowy dom przy ul. Zamkowej 13

Zabudowę osiedla stanowią domy jednorodzinne z ogrodami. Główną ulicą osiedla jest ul. Zamkowa, przy której znajduje się zamek krzyżacki.
Osiedle jest objęte zasięgiem parafii pw. bł. Karoliny Kózkówny w Ełku, której kościół mieści się przy ul. Księcia Witolda 2a.
W 2011 roku osiedle jako jedno z ostatnich w Ełku zostało przyłączone do miejskiej sieci wodociągowej.

## Ulice
- ul. Księżnej Anny
- ul. Danusi
- ul. Jana Długosza
- ul. Królowej Jadwigi
- ul. Książąt Mazowieckich
- ul. Jagienki
- ul. Juranda
- ul. Maćka z Bogdańca
- ul. Księcia Witolda
- ul. Zamkowa
- ul. Zawiszy
- ul. Zbyszka z Bogdańca